# ミマン (映画)
『ミマン』（原題：미망/Mimang）は、2023年に製作された韓国映画。韓国語で複数の意味・定義を持つ「ミマン」という言葉を軸に、偶然出会い、変わりゆくソウルの街を散策する男女を追うロマンス映画。
監督は、本作が長編映画監督デビューとなる韓国の新鋭キム・テヤン。テヤンは本作でウーディネ極東映画祭2024ホワイト・マルベリー賞（新人監督賞）を受賞した。
そのほか、トロント国際映画祭2023のディスカバリー部門でプレミア上映されるなど世界各国15以上もの映画祭で上映された。
日本では東京フィルメックス2023にて初上映。本映画祭では学生審査員賞を受賞。
2025年2月14日より東京・ヒューマントラストシネマ有楽町ほか全国ロードショー。

## キャスト・スタッフ
- イ・ミョンハ
- ハ・ソングク
- パク・ポンジュン
- ペク・スンジン
- チョン・スジ
- 監督・脚本：キム・テヤン
- 日本配給：ライツキューブ

## 映画祭・受賞歴
- トロント国際映画祭2023 - ディスカバリー部門　正式出品
- 東京フィルメックス2023 - 学生審査員賞
- チューリッヒ映画祭2023 - ニューワールドビュー韓国部門　正式出品
- マル・デル・プラタ国際映画祭2023 - 正式出品
- 香港アジアン映画祭2023 - 正式出品
- マンハイム・ハイデルベルク国際映画祭2023 - 正式出品
- Qシネマ国際映画祭2023 - Asian Next Wave Competition　正式出品
- ウーディネ極東映画祭2024 - コンペティション部門　ホワイト・マルベリー賞
- 台北映画祭2024 - WONDERLAND部門　正式出品
- 全州国際映画祭2024 - Korean Competition ノミネート
- サンタバーバラ国際映画祭2024 - JEFFREY C. BARBAKOW INTERNATIONAL CINEMA　正式出品
- ヨーテボリ映画祭2024 - 正式出品
- ファーストルック2024 - 正式出品
- バルセロナ映画祭2024 - タレント賞
- パリ韓国映画祭2024 - ペイサージュセクション　正式出品
- 茂朱山里映画祭2024 - 正式出品
- ロンドン韓国映画祭2024 - Cinema now部門　正式出品
- Film Festival for Women's Rights：FIWOM2024 - FIWOM Choice.COMPETITION部門　正式出品